# Pál Kitaibel
Pál Kitaibel (někdy také Paul Kitaibel nebo Paulus Kitaibelius, 3. února 1757 ve městě Mattersburg – 13. prosince 1817 v Budapešti) byl maďarský botanik a chemik. Jeho standardní botanická zkratka v autoritních údajích u vědeckých jmen botanických taxonů je Kit.
Vystudoval botaniku a chemii v Budíně a tyto 2 obory později vyučoval na universitě v Pešti. Zabýval se flórou a hydrografií Maďarska. V roce 1789 objevil chemický prvek tellur, ale tento objev byl později připsán Franz Joseph Müller von Reichensteinovi, který ho objevil už roku 1782.
Byl po něm pojmenován rod Kitaibelia z čeledi slézovité (Malvaceae), rod popsal Carl Ludwig Willdenow. Z druhů pak například chrastavec Kitaibelův (Knautia kitaibelii), vrba Kitaibelova (Salix kitaibeliana) nebo violka nejmenší (Viola kitaibeliana).